# 新竹天公壇

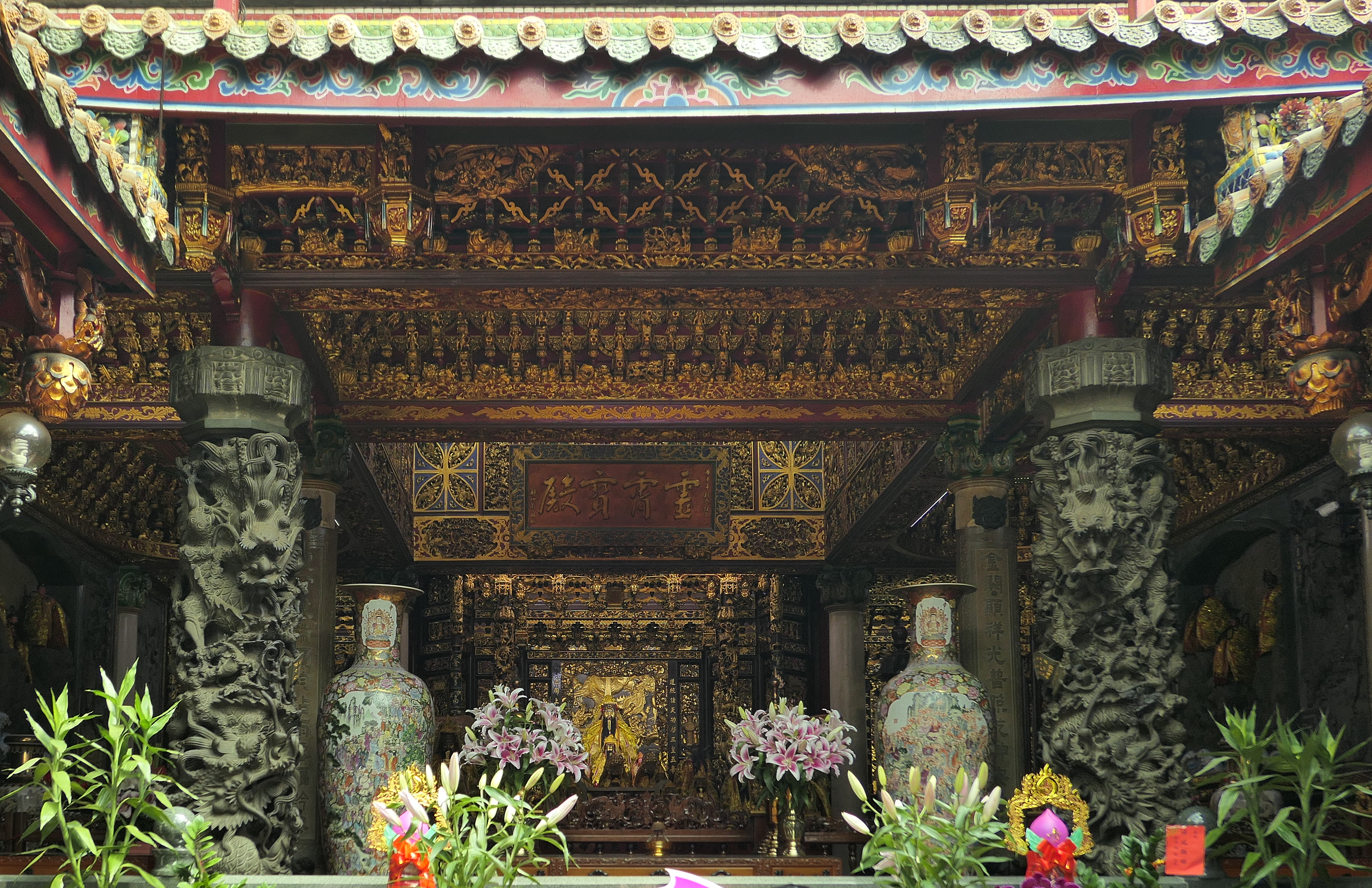
新竹天公壇內部

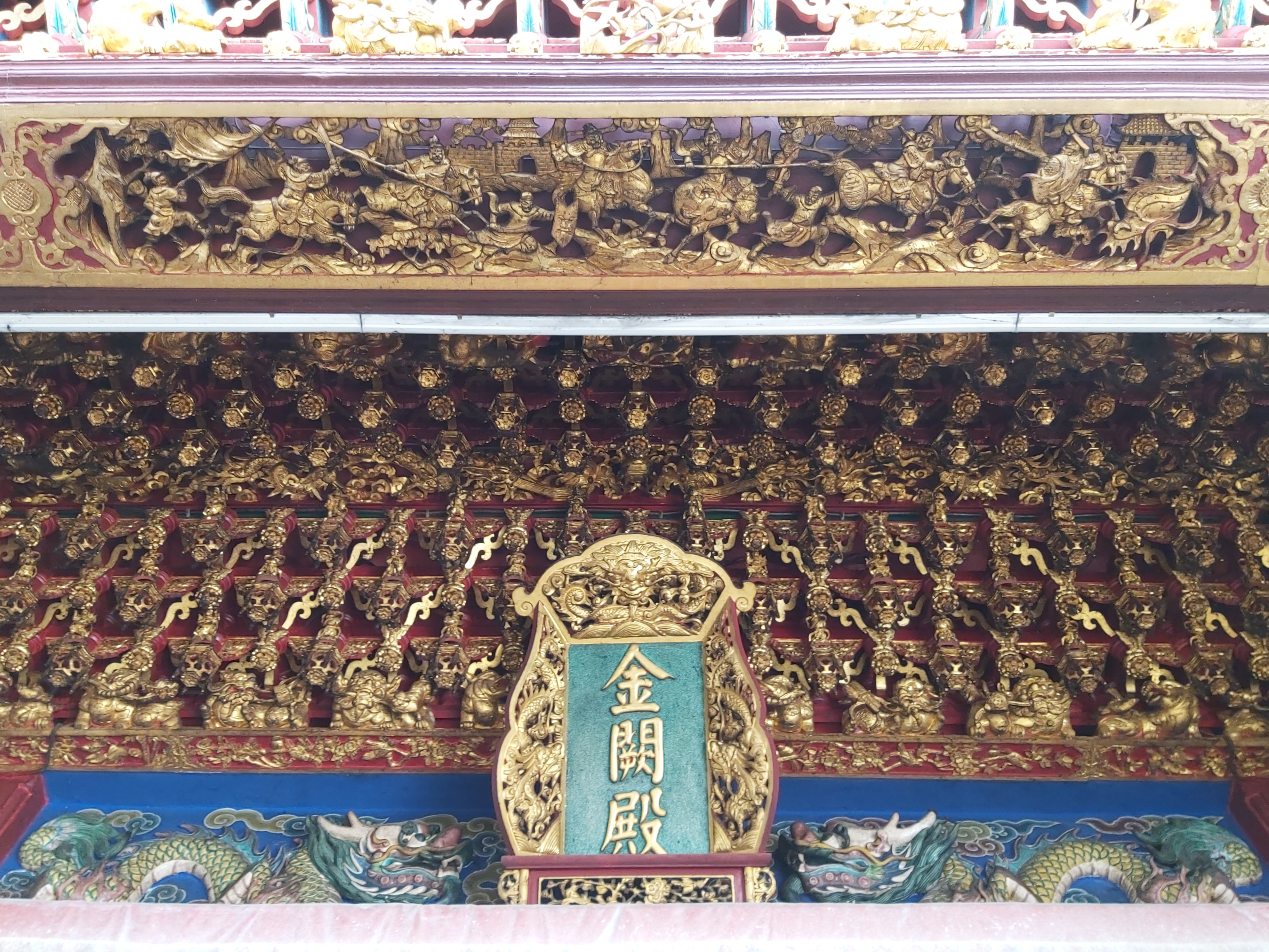
金闕殿牌匾

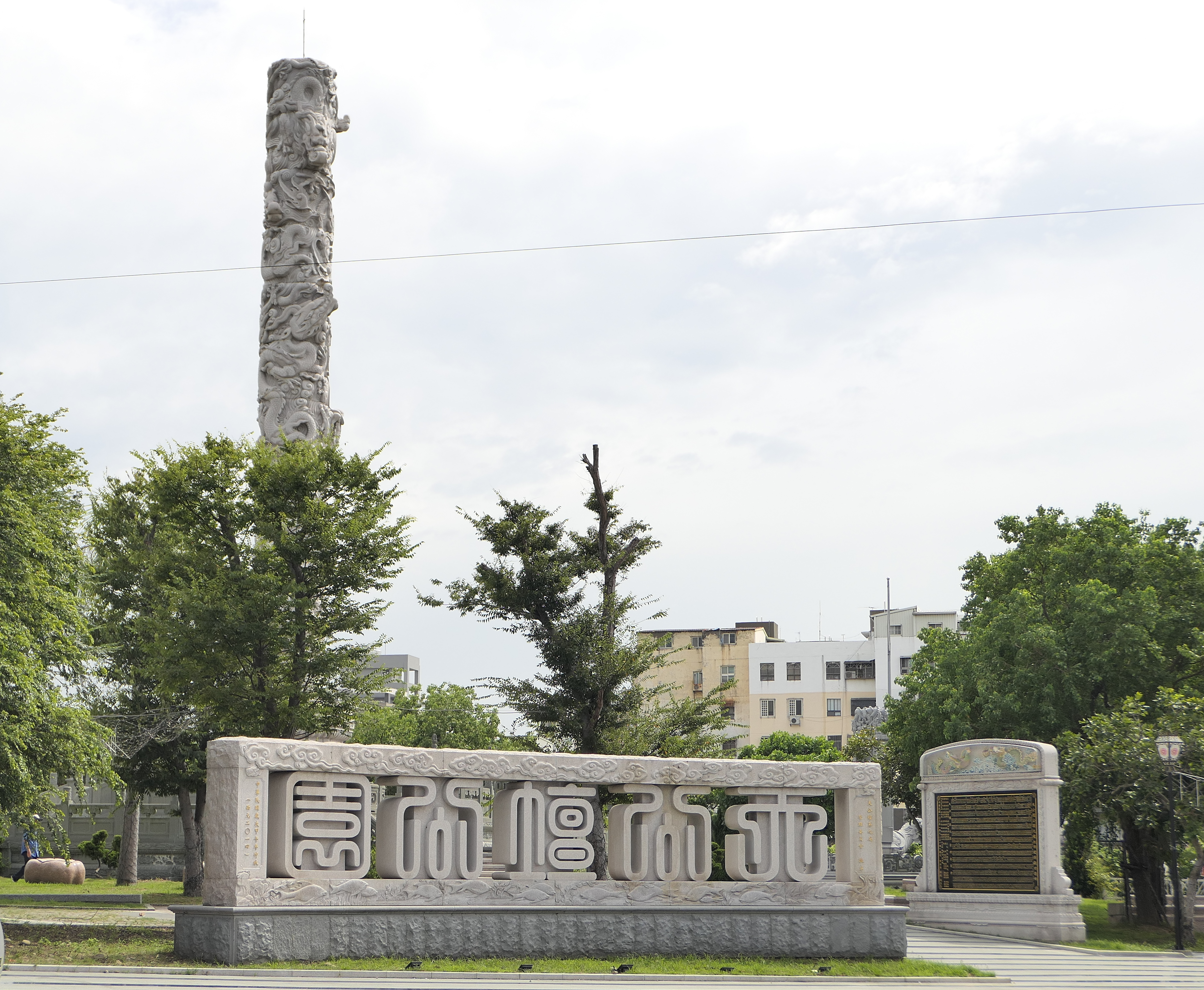
天公壇公園

新竹天公壇，又稱新竹金闕殿，位在臺灣新竹市北區中山路431巷36號，為一座主祀玉皇大帝（天公）的道教廟宇。廟旁設有以廟為名的天公壇公園，是當地民眾的信仰中心。

## 沿革
清高宗乾隆年間，竹塹城信眾組織神明會「天公會」，輪流奉祀玉皇大帝神位，咸豐元年（1851年）建廟於迎曦門（東門），同治九年（1870年）由檀越王居鳩資，遷修廟宇於今址，1895年乙未之役日軍與棟軍都司姜紹祖部交戰，本廟毀於戰火，另說是臺灣日治時期被官府徵收。大正二年（1913年），由本地士紳陳楊鏡等眾募集銀錢，重建於今址，二戰後重修。
然而根據日治時期總督府收錄的社寺檔案，新竹地方本來有兩間天公廟。一間是位於新竹廳新竹街土名東門三五二番地的「天公壇」。一間是位於竹北一堡客雅庄二五八番地的「金闕殿」。明治四十二年（1909）因為市區改正，天公壇無力負擔搬遷費用，因此信徒申請合祀於金闕殿，相關財產也歸入金闕殿所有。這項申請案也獲得總督府核准。 。

## 傳說
臺灣民間記載一句「臺灣天公三間半」的說法，意思是臺灣主奉天公的名廟，分別是南臺灣的臺南天壇、中臺灣的沙鹿玉皇殿、北臺灣的新竹天公壇，以及「半間」彰化元清觀（因道路拓寬，殿宇內縮）。

## 神奇事蹟
2002年二月份，新竹久旱缺水，新竹市長林政則邀集各級官員，同往天公壇向玉皇上帝祈雨，翌日即天降甘霖，被視為神蹟 。

## 奉祀神祇
| 主祀     | 玉皇上帝 | 三官大帝 | 福祿壽仙 |          |          |
| 龍邊從神 | 太陽星君 | 風伯     | 雷公     |          |          |
| 虎邊從神 | 太陰星君 | 雨師     | 電母     |          |          |
| 左廡     | 五穀先帝 | 觀音菩薩 | 五斗星君 |          |          |
| 右廡     | 托塔天王 | 玄壇真君 |          |          |          |
| 五文昌殿 | 文昌帝君 | 關聖帝君 | 孚佑帝君 | 朱衣神君 | 魁斗星君 |
| 太歲殿   | 斗姥元君 | 太歲星君 |          |          |          |
| 光明燈殿 | 玉皇上帝 | 文昌帝君 |          |          |          |

## 外部連結
- 新竹天公壇官網
- 新竹天公壇的Facebook專頁